# NGC 5707/1
NGC 5707/1 је спирална галаксија у сазвежђу Волар која се налази на NGC листи објеката дубоког неба.
Деклинација објекта је + 51° 33' 44" а ректасцензија 14h 37m 30,8s. Привидна величина (магнитуда) објекта NGC 5707 износи 12,6 а фотографска магнитуда 13,4. NGC 57071 је још познат и под ознакама UGC 9428, MCG 9-24-23, CGCG 273-15, near SAO 29224, PGC 52266.